# 肯尼亞—新加坡關係
肯尼亞－新加坡關係（英語：Kenya–Singapore relations）是肯亞與新加坡之間的雙邊關係。兩國同為英联邦成員。

## 歷史
新加坡和肯尼亞于1991年9月30日建交。在此之前，两国企业已经建立了经贸往来。
2019年9月，肯亞總統乌胡鲁·肯雅塔前往新加坡參加新加坡峰會期間，與新加坡時任總理李顯龍會面並舉行會談。雙方領導人簽署了數項協議，包括金融科技合作協議及雙邊投資協定，其中，金融科技合作協議旨在支援肯尼亞的數位基礎設施發展。
2023年5月，李显龙出访肯尼亚。2024年11月，肯尼亚時任總統威廉·鲁托於奈洛比與時任總理李顯龍會晤，雙方宣布正式生效早前簽署的《雙邊投資協定》與《避免雙重課稅協定》，為促進雙邊貿易與投資奠定法律基礎。兩國亦簽署三項合作備忘錄，涵蓋永續發展、數碼經濟及技能培訓領域。其中，氣候變遷合作協議將推動雙方在《巴黎協定》第六條下的碳權交易與減排合作。李顯龍指出，氣候變遷對所有國家都是生存威脅，合作減碳攸關全球應對能力。雙方亦承諾深化在治理、城市規劃及多邊體系下的合作，並確認進一步提升雙邊關係的共同意願。李總理亦邀請魯托訪問新加坡。
在2025年5月，肯亞投資局（英語：Kenya Investment Authority）接待了來自新加坡貿易與工業部的代表團，討論擬議中的《東非共同體－新加坡自由貿易協定》（英語：EAC–Singapore FTA）。如果該協定成功簽署，將成為東非共同體與亞洲國家之間的首個自由貿易協定。

## 貿易
截至2017年，肯尼亞與新加坡的雙邊貿易總額約為6130萬美元（約新幣8540萬或61億肯尼亞先令）。其中，肯尼亞向新加坡出口總值約為1千萬美元（約新幣1390萬或10億先令）的商品，出口項目主要包括茶葉、水果、堅果及蔬菜；而新加坡向肯尼亞出口總值約為5130萬美元（約新幣7140萬或51.6億先令）的商品，主要為合成纖維與高分子材料。新加坡企業發展局於2018年在奈洛比設立其在撒哈拉以南非洲的第三個海外辦事處，進一步加強雙邊經貿合作。
2017年至2022年，雙邊貿易成長逾2.5倍，2022年已達新幣2億多元。

## 外交使節機構
肯尼亞駐新加坡的外交事務曾由其駐印度高级专员公署兼辖，後改由印尼大使馆及在新加坡的名誉领事馆處理；而新加坡對肯尼亞的外交任務則由本国外交部的相關機構負責。